# Vermelles
Vermelles és un municipi francès situat al departament del Pas de Calais i a la regió dels Alts de França. L'any 2007 tenia 4.308 habitants.

## Demografia

### Població
El 2007 la població de fet de Vermelles era de 4.308 persones. Hi havia 1.611 famílies de les quals 402 eren unipersonals (134 homes vivint sols i 268 dones vivint soles), 481 parelles sense fills, 608 parelles amb fills i 120 famílies monoparentals amb fills.
La població ha evolucionat segons el següent gràfic:
Habitants censats

### Habitatges
El 2007 hi havia 1.727 habitatges, 1.643 eren l'habitatge principal de la família, 1 era una segona residència i 83 estaven desocupats. 1.561 eren cases i 112 eren apartaments. Dels 1.643 habitatges principals, 977 estaven ocupats pels seus propietaris, 623 estaven llogats i ocupats pels llogaters i 43 estaven cedits a títol gratuït; 44 tenien una cambra, 89 en tenien dues, 154 en tenien tres, 422 en tenien quatre i 933 en tenien cinc o més. 1.285 habitatges disposaven pel capbaix d'una plaça de pàrquing. A 736 habitatges hi havia un automòbil i a 583 n'hi havia dos o més.

### Piràmide de població
La piràmide de població per edats i sexe el 2009 era:
| Homes | Edats   | Dones |
| ----- | ------- | ----- |
| 0     | 95 o +  | 14    |
| 0     | 90 a 94 | 17    |
| 6     | 85 a 89 | 45    |
| 20    | 80 a 84 | 56    |
| 50    | 75 a 79 | 102   |
| 66    | 70 a 74 | 110   |
| 89    | 65 a 69 | 121   |
| 90    | 60 a 64 | 108   |
| 64    | 55 a 59 | 73    |
| 124   | 50 a 54 | 132   |
| 160   | 45 a 49 | 132   |
| 174   | 40 a 44 | 177   |
| 142   | 35 a 39 | 140   |
| 172   | 30 a 34 | 153   |
| 160   | 25 a 29 | 161   |
| 120   | 20 a 24 | 138   |
| 193   | 15 a 19 | 174   |
| 166   | 10 a 14 | 169   |
| 180   | 5 a 9   | 126   |
| 94    | 0 a 4   | 184   |

## Economia
El 2007 la població en edat de treballar era de 2.735 persones, 1.756 eren actives i 979 eren inactives. De les 1.756 persones actives 1.530 estaven ocupades (931 homes i 599 dones) i 227 estaven aturades (106 homes i 121 dones). De les 979 persones inactives 224 estaven jubilades, 301 estaven estudiant i 454 estaven classificades com a «altres inactius».

### Ingressos
El 2009 a Vermelles hi havia 1.714 unitats fiscals que integraven 4.478,5 persones, la mediana anual d'ingressos fiscals per persona era de 15.287 €.

### Activitats econòmiques
Dels 139 establiments que hi havia el 2007, 5 eren d'empreses alimentàries, 1 d'una empresa de fabricació de material elèctric, 2 d'empreses de fabricació d'elements pel transport, 4 d'empreses de fabricació d'altres productes industrials, 21 d'empreses de construcció, 33 d'empreses de comerç i reparació d'automòbils, 4 d'empreses de transport, 7 d'empreses d'hostatgeria i restauració, 8 d'empreses financeres, 3 d'empreses immobiliàries, 14 d'empreses de serveis, 21 d'entitats de l'administració pública i 16 d'empreses classificades com a «altres activitats de serveis».
Dels 50 establiments de servei als particulars que hi havia el 2009, 1 era una oficina de correu, 1 una oficina bancària, 1 funerària, 10 tallers de reparació d'automòbils i de material agrícola, 2 autoescoles, 3 paletes, 4 fusteries, 6 lampisteries, 4 electricistes, 5 empreses de construcció, 7 perruqueries, 4 restaurants, 1 agència immobiliària i 1 saló de bellesa.
Dels 12 establiments comercials que hi havia el 2009, 2 eren supermercats, 1 una botiga de més de 120 m², 3 fleques, 1 una fleca, 1 una peixateria, 1 una llibreria, 1 una sabateria i 2 floristeries.
L'any 2000 a Vermelles hi havia 14 explotacions agrícoles que ocupaven un total de 868 hectàrees.

## Equipaments sanitaris i escolars
El 2009 hi havia 1 centre de salut i 3 farmàcies.
El 2009 hi havia 1 escola maternal i 2 escoles elementals. Vermelles disposava d'un col·legi d'educació secundària amb 341 alumnes.

## Poblacions més properes
El següent diagrama mostra les poblacions més properes.